# Empire (canción de Wengie)
«Empire» es una canción de la youtuber sino-australiana Wengie en colaboración con la cantante tailandesa de k-pop, Minnie, quien es integrante del grupo (G)I-dle. Fue lanzado el 18 de octubre de 2019 por Unicorn Pop y distribuido por LINYL.

## Antecedentes y composición
El 15 de octubre, se anunció que Wengie y Minnie colaborarían en una canción titulada «Empire». La colaboración es parte del World Wide Music Project de Wengie después de su primer sencillo con la estrella pop filipina Iñigo Pascual el 4 de mayo.
Según Wengie, «Empire» es una canción sobre el poder femenino y contiene un mensaje que anima a los oyentes. La canción fue compuesta por Melanie Fontana y Michel «Lindgren» Schulz.

## Éxito comercial
«Empire» debutó en el puesto 22° de Billboard World Digital Songs. La canción apareció en el mixtape de E! News, The MixtapE, donde seleccionan sus nuevas canciones favoritas para luego añadirlas.

## Lista de canciones
| N.º   | Título                       | Letras                                                  | Música                         | Duración |  |
| 1.    | «Empire»                     | 72, Melanie Fontana, Michel Schulz, Minnie, Wendy Ayche | Melanie Fontana, Michel Schulz | 3:03     |  |
| 2.    | «Empire» (versión en inglés) | 72, Melanie Fontana, Michel Schulz, Minnie, Wendy Ayche | Melanie Fontana, Michel Schulz | 3:03     |  |
| 3.    | «Empire» (versión coreana)   | 72, Melanie Fontana, Michel Schulz, Minnie, Wendy Ayche | Melanie Fontana, Michel Schulz | 3:03     |  |
| 4.    | «Empire» (instrumental)      |                                                         | Melanie Fontana, Michel Schulz | 3:03     |  |
| 12:00 |                              |                                                         |                                |          |  |

## Posicionamiento en listas
| Lista (2019)                                        | Mejor posición |
| --------------------------------------------------- | -------------- |
| Estados Unidos World Digital Song Sales (Billboard) | 22             |

## Historial de lanzamiento
| País          | Fecha                 | Formato                     | Discográfica       |
| ------------- | --------------------- | --------------------------- | ------------------ |
| Varios        | 18 de octubre de 2019 | Descarga digital, streaming | Unicorn Pop, LINYL |
| Corea del Sur | 18 de octubre de 2019 | Descarga digital, streaming | Unicorn Pop, LINYL |